# Agente 007 - L'uomo dalla pistola d'oro
Agente 007 - L'uomo dalla pistola d'oro (The Man with the Golden Gun) è un film del 1974 diretto da Guy Hamilton.
È il secondo episodio in cui Roger Moore veste i panni di James Bond. Il soggetto è liberamente tratto dal romanzo L'uomo dalla pistola d'oro di Ian Fleming.

## Trama
Un gangster americano, Rodney, fa visita a Francisco Scaramanga, il miglior sicario al mondo noto per uccidere le proprie vittime con pallottole d'oro esplose con una pistola componibile anch'essa d'oro, per ucciderlo e riscuotere una taglia. Ma viene condotto in una zona della tenuta che assomiglia a un luna park, dove alla fine Scaramanga recupera la sua pistola d'oro e lo uccide con un colpo solo.
A Londra, l'MI6 riceve un proiettile d'oro con inciso "007"; si ritiene che sia stato inviato da Scaramanga, ma poiché nessuno conosce il suo aspetto, a parte il fatto che ha un terzo capezzolo, M solleva Bond dalla sua attuale missione che riguarda la ricerca di uno scienziato dell'energia solare di nome Gibson.
Su suggerimento di Moneypenny, Bond si mette in viaggio ufficiosamente per trovare Scaramanga, prima recuperando un proiettile d'oro esaurito da una danzatrice del ventre a Beirut. Rintraccia il proiettile fino a un armaiolo di Macao e lo costringe a rivelare come spedisce i proiettili. Bond segue la spedizione portata a Hong Kong da Andrea Anders, l'amante di Scaramanga. Nella sua stanza al Peninsula Hotel, la costringe a rivelare informazioni su Scaramanga, il suo aspetto e i suoi piani. Lei indirizza Bond al Bottoms Up Club dove Scaramanga colpisce Gibson quando esce, e l'assistente nano di Scaramanga Nick Nack ruba al suo corpo un Agitatore Solex, un piccolo dispositivo capace di convertire l'energia solare in energia elettrica. Bond, che aveva tirato fuori la pistola fuori dal club, viene arrestato dal tenente di polizia di Hong Kong Hip. Ma invece di andare alla stazione, viene trasportato al relitto della RMS  Queen Elizabeth nel porto dove incontra M e Q e gli viene assegnato di lavorare con Hip per recuperare il Solex.
Bond si reca a Bangkok per incontrare Hai Fat, un ricco imprenditore thailandese sospettato di aver organizzato l'omicidio di Gibson. Fingendosi Scaramanga esibendo il suo finto terzo capezzolo, Bond viene invitato a cena, ma il suo piano fallisce perché, a sua insaputa, Scaramanga stesso sta operando nella tenuta di Fat. Bond viene catturato e portato all'accademia di arti marziali di Fat, dove gli studenti duellano fino alla morte e poi ricevono l'ordine di ucciderlo. Bond combatte contro lo studente di alto livello Chula. Fuggendo con l'aiuto di Hip e delle sue nipoti, Bond si allontana a tutta velocità su una barca a coda lunga lungo il fiume e si riunisce alla sua assistente, Mary Goodnight. Scaramanga uccide successivamente Fat con la sua pistola d'oro e assume il controllo del suo impero e del Solex.
Anders rivela a Bond di essere stata lei a inviare il proiettile a Londra perché desidera che Bond uccida Scaramanga e promette di dargli il Solex mentre trascorrono la notte insieme. A un evento di boxe Muay Thai il giorno dopo, Bond trova Anders seduto e che fissa in silenzio, morta per un proiettile al cuore. Scaramanga arriva e si presenta a Bond, ma Bond riesce a far passare di nascosto il Solex a Hip, che lo passa a Goodnight. Quando Goodnight segue Nick Nack per posizionare un dispositivo di localizzazione sull'auto di Scaramanga, quest'ultimo la intrappola nel bagagliaio dell'auto. Bond scopre Scaramanga che se ne va e ruba un'AMC Hornet da uno showroom per dargli la caccia, in coincidenza con il vacanziero JW Pepper (lo sceriffo della Louisiana che Bond ha incontrato in Vivi e lascia morire) seduto all'interno. L'inseguimento si conclude quando l'AMC Matador di Scaramanga si nasconde in un edificio e poi si trasforma in un aereo che vola via.
Seguendo il radiofaro di Goodnight, Bond prende un idrovolante RC-3 Seabee e vola verso l'isola di Scaramanga, situata nel Mar Cinese Meridionale. Scaramanga accoglie e mostra a Bond l'impianto di energia solare che ha ottenuto da Hai Fat, tecnologia per la quale intende vendere al miglior offerente. Mentre mostra l'attrezzatura, Scaramanga usa il raggio di energia solare per distruggere l'idrovolante di Bond, impedendogli di scappare.
Durante il pranzo, Scaramanga propone un duello con la pistola a Bond sulla spiaggia poiché vuole dimostrare di essere il miglior assassino tra i due. Con Nick Nack a dirigere, i due uomini fanno venti passi, ma quando Bond si gira e spara, Scaramanga è scomparso. Nick Nack conduce Bond nella villa e nella sezione della casa dei divertimenti di Scaramanga. Alla fine Bond supera in astuzia e uccide Scaramanga fingendosi il suo manichino. Goodnight uccide il capo della sicurezza di Scaramanga, Kra, ma la caduta di quest'ultimo in una vasca di elio liquido fa salire la temperatura della centrale fuori controllo. Bond recupera il Solex appena prima che la centrale venga distrutta e scappano illesi nella giunca cinese di Scaramanga. Dopo aver sventato infine l'ultimo colpo di coda di Nick Nack, James e Goodnight posso trascorrere insieme il viaggio di ritorno a Londra.

## Cast
- Roger Moore è James Bond, l'agente dell'MI6 007.
- Christopher Lee è Francisco Scaramanga, killer soprannominato "l'uomo dalla pistola d'oro" e il principale antagonista del film. Lee era stato inizialmente candidato per il ruolo del dottor No nel primo film della serie Agente 007 - Licenza di uccidere.
- Maud Adams è Andrea Anders, amante di Scaramanga. La Adams tornerà nella serie in un ruolo da protagonista in Octopussy - Operazione piovra oltre ad un cameo in Bersaglio mobile.
- Britt Ekland è Mary Goodnight, agente dell'MI6 incaricata di affiancare Bond a Hong Kong.
- Hervé Villechaize è Nick Nack, il maggiordomo nano di Scaramanga.
- Richard Loo è Hai Fat, industriale giapponese ucciso da Scaramanga.
- Soon-tek Oh è il tenente Hip, contatto di Bond a Hong Kong.
- Bernard Lee è M, capo dell'MI6.
- Desmond Llewelyn è Q, capo del laboratorio attrezzature dell'MI6.
- Lois Maxwell è Miss Moneypenny, la segretaria di M.
- Clifton James è per la seconda volta lo sceriffo J.W. Pepper, già apparso in Agente 007 - Vivi e lascia morire.

## Colonna sonora
Il motivo conduttore del film The man with the golden gun, composto da John Barry con parole di Don Black, è cantato dalla cantante britannica Lulu.

## Curiosità
- In questo film si possono notare marchingegni molto sofisticati come l'auto volante di Scaramanga (una AMC Matador), senza dimenticare la famosa Walther PPK.
- Christopher Lee, interprete del killer Scaramanga, era nella realtà il cugino di Ian Fleming e nel suo primo film, Il mistero degli specchi (1948), aveva lavorato con Lois Maxwell, la celebre Miss Moneypenny, ed era stato diretto da Terence Young, regista dei primi film della serie di 007. Lee era stato contattato per la parte del dr. No in Agente 007 - Licenza di uccidere, ma aveva dovuto rifiutare per impegni precedenti su un altro set. La produzione in un primo tempo aveva proposto la parte a Jack Palance, che la rifiutò.[1]
- L'auto usata da Bond è una AMC Hornet X del 1974. Il salto con avvitamento di 360° con l'auto tra le sponde del canale è stato realmente eseguito da un gruppo di stuntman, che per calcolare la traiettoria si è avvalso di un computer.
- Il finale del film fu girato a Khao Phing Kan, una piccola isola della provincia di Phang Nga, nei pressi di Phuket. Alla notizia della scoperta sull'isola di una caverna piena di pipistrelli, Roger Moore, facendo battute all'indirizzo di Christopher Lee, noto per aver interpretato Dracula, disse: «Tanto non può colpirmi fino a quando non abbiamo finito le riprese.»[2]
- Nella scena di lotta nel camerino della ballerina a Beirut (minuto 18:10), Bond, a causa della colluttazione, sposta uno specchio, nel quale per diversi istanti si può vedere il riflesso della cinepresa utilizzata per le riprese della scena, nonché della troupe.
- All'epoca in cui furono realizzate le riprese del film a Hong Kong, proprio all'ingresso del porto si trovava il relitto carbonizzato della nave RMS Queen Elizabeth, che venne utilizzato come set cinematografico del quartier generale segreto dell'MI6 a Hong Kong.